# Katja Bluhm
Katja Bluhm (* 1974 in Neubrandenburg) ist eine deutsche Kinderbuchautorin.

## Leben
Katja Bluhm arbeitet als Konzeptorin und Designerin bei der Werbeagentur 1punkt7 in Neubrandenburg.

## Hexe Wawu
2016 erschien ihr erstes Kinderbuch Hexe Wawu und der verschwundene Traumbesen in der Nordkurier Mediengruppe. Illustratorin ist Stephanie Wunder. Laut eigener Aussage entstanden die Ideen zu der Buchreihe durch Bluhms kleinen Sohn, der nicht gerne im Dunklen einschlafe und sich daher abends immer eine schöne Geschichte vorlesen lasse.
Im gleichen Jahr erschien der zweite Teil Hexe Wawu und das geheimnisvolle Zeichen, 2017 folgte Hexe Wawu und die gestohlenen Farben.
Uckermark TV entwickelte auf Basis des Erstlings Hexe Wawu und der verschwundene Traumbesen einen Zeichentrickfilm, der beim Deutschen Regionalfernsehpreis 2017 in der Kategorie Zuschauerpreis nominiert wurde. Der Film wurde auch auf DVD veröffentlicht.

## Werke
- Hexe Wawu und der verschwundene Traumbesen, Nordkurier Mediengruppe 2016. ISBN 978-3-946599-15-9
- Hexe Wawu und das geheimnisvolle Zeichen, Nordkurier Mediengruppe 2016. ISBN 978-3-946599-19-7
- Hexe Wawu und die gestohlenen Farben, Nordkurier Mediengruppe 2017. (ohne ISBN, personalisiertes Kinderbuch)